# むなかったん
むなかったんは、吉本興業（福岡支社）所属のお笑いコンビ。2020年結成。旧コンビ名、とらんじっと。2020年6月まではトランジットとしてトリオで活動していた。
福岡劇場が選抜した芸歴10年目以下の芸人8組のユニット「福岡ネクストエイト」に所属。キャッチコピーは「次世代ローカルスター・福岡の元気印」。イメージカラーはイエロー。宗像市観光大使。

## メンバー
あらた（1995年12月15日 - （29歳））
本名：村山 新汰（むらやま あらた）。
ボケ担当。立ち位置は下手。身長175cm、体重83kg。血液型はA型。
福岡県宗像市出身。福岡教育大学卒業。中学高校の保健体育の教員免許を持っている。平成29年春福岡六大学野球ベストナイン（外野手）。RKBホークス応援団長。
愛車はホンダN-BOX（ただし母親名義）
ナオキ（1995年8月2日 - （30歳））
本名：原 直輝（はら なおき）
ツッコミ担当。立ち位置は上手。身長167cm、体重60kg。血液型はB型。
福岡県宗像市出身。明治学院大学卒業。
大の漫画好き。愛煙家。RKBホークス応援団見習い。2025年シーズンから福岡ソフトバンクホークスのスタジアムMCを担当。
2022年7月1日、レギュラーを務める福岡よしもとハナ金劇場にて、本名の原直輝から原ノコシに改名。2024年12月14日、単独ライブにてコンビ名改名を期にナオキに改名。
愛車はカワサキ・250TR。

### 元メンバー
松水健太（まつみず けんた、1995年 - ）
トリオ時代のメンバー。ボケ担当だった。
福岡県芦屋町出身。大阪市立大学卒業。
2020年6月に脱退し、引退。

## 来歴
小学4年生からの幼馴染。それぞれ別の少年野球チームに所属しており、地域の決勝戦に残るようなライバルチームの関係であった。小学6年生の時、宗像市内の選抜チームに選ばれ、韓国遠征に行ったのをきっかけに仲良くなる。
別々の中学に進学し、あらたは地元の硬式野球のクラブチーム、原は中学の軟式野球部に所属したため、野球でも対戦することは無くなったが、英進館赤間校(塾)で一緒になる。英進館では先生から「お前(原)のせいで落ちるやつがでてくる」と言われるほどふざけており、実際に原がうるさ過ぎて塾を辞めた生徒もいた。
元メンバーの松水も含め、福岡県立宗像高等学校の同級生。あらたと原は共に野球部に入部するが、原は半年で退部し、ラグビー部に入部した。高3の文化祭で初めてトリオを組み漫才を披露したことをきっかけに、ハイスクールマンザイ2013に出場。福岡予選、九州予選を優勝し、なんばグランド花月で開催された全国大会に出場した。その後大学進学に伴い、福岡、東京、大阪と散り散りになったため5年間活動休止していたが、2019年より再結成。NSC福岡校に2期生として入学し、首席卒業する。コンビ名の由来は高校の国語の教科書に載っていた小川洋子の小説「トランジット」。
2020年6月に松水が脱退して以降はコンビとして活動している。福岡吉本の若手ユニット「福岡ネクストエイト」ではエース格を担い、「LIVE STAND22-23 FUKUOKA」では福岡吉本代表としてステージに立つ。あらたの野球経験を生かした福岡ソフトバンクホークス関連番組への出演をはじめ、九州ローカルのテレビ・ラジオ番組のレギュラーを多数持つ。
2024年12月14日に開催された単独ライブTRANSIT×TRANSIT MELONEにて、「むなかったん」への改名を発表。博多華丸の命名。

## 出演

### テレビ
- 第∞世代〜ここまでどうですか?〜（テレビ西日本、2020年10月22日 - 2022年3月3日）
- かちかちLIVE（サガテレビ） - 火曜 ※あらたのみ
- 地元応援live Wish+（九州朝日放送、2023年4月 - ）- 金曜レギュラーMC
- 高校生のじかん（九州朝日放送）[6]
- ハイスクWish （九州朝日放送）

### ラジオ
- 原ノコシのやりノコシ（RKB毎日放送、土曜 21:45 - 22:00）今週の＃さえのわっふるの出来を振り返り、来週の放送が楽しみになる1曲をかける番組
- ＃さえのわっふる（2022年9月27日 - ) -  火曜パートナー ※ナオキのみ
- ホークスイニング0（プロ野球シーズン中）

火曜（ナオキ）
木曜・金曜の仲谷一志・下田文代のよなおし堂のイニング0（あらた）
- サンデーウォッチR（あらた）- コメンテーター

### 配信
- むなかったんあらたの熱血！マンデー野球塾 - 月曜
- むなかったんのどこでもラウンジ - 木曜

## 賞レース戦績
M-1グランプリ
2020年　2回戦進出
2021年　2回戦進出
2022年　2回戦進出
2023年　3回戦進出
2024年　3回戦進出
UNDER5 AWARD
2023年　3回戦進出
2024年　3回戦進出

## ライブ

### 単独ライブ
2021年
- 12月12日 - 「TRANSIT×TRANSIT」（よしもと福岡 ダイワファンドラップ劇場）

2022年
- 12月10日 - 「TRANSIT×TRANSIT Forget Me Not」（よしもと福岡 ダイワファンドラップ劇場）

2023年
- 3月25日 - 「TRANSIT×TRANSIT Vert」（よしもと福岡 ダイワファンドラップ劇場）
- 12月9日 - 「TRANSIT×TRANSIT TERRACOTTA」（よしもと福岡 ダイワファンドラップ劇場）

2024年
- 4月20日 - 「TRANSIT×TRANSIT BLANC」（よしもと福岡 ダイワファンドラップ劇場）
- 12月14日 - 「TRANSIT×TRANSIT MELONE」(よしもと福岡 大和証券劇場)